# Les Enfoirés 2018 : Musique !
Albums de Les Enfoirés
Génération Enfoirés
(2017) Le Monde des Enfoirés
(2019)
Musique ! est le vingt-huitième album des Enfoirés, enregistré lors de leur série de concerts du 16 au 21 janvier 2018 au Zénith Strasbourg Europe.
Il s'agit du deuxième spectacle et album sans Jean-Jacques Goldman.

## Hymne
L'hymne des Enfoirés 2018 s'intitule On fait le show ; il est écrit et composé par Soprano. Un morceau de ce nouvel hymne est dévoilé sur RTL le 12 janvier 2018.

## Diffusion
Le concert est diffusé à la télévision le 9 mars 2018 à partir de 21 h sur TF1 et en simultané à la radio sur RTL.

## Liste des titres
1. Je joue de la musique
  1. Je joue de la musique (Calogero) : Jenifer, Zaz, Julien Clerc, Patrick Fiori, Marc Lavoine, Patrick Bruel, Zazie, Les Enfoirés
  2. Hommage à France Gall -  Ce soir je ne dors pas
  3. Hommage à Johnny Hallyday - Toute la musique que j'aime
2. Né en 17 à Leidenstadt (Jean-Jacques Goldman, Michael Jones et Carole Fredericks) : Marc Lavoine, Christophe Maé, Amel Bent, Les Enfoirés
3. Vivre ou survivre (Daniel Balavoine) : Patrick Bruel, Tal, Kendji Girac, Amel Bent
4. Un homme debout (Claudio Capéo) : Jean-Louis Aubert, Patrick Fiori, Bénabar, Zaz
5. Les Démons de minuit (Images) : Soprano, Christophe Willem, Kendji Girac, Michaël Youn, Christophe Maé
6. Memory (Barbra Streisand) : Amel Bent, Claire Keim, Zaz, Liane Foly
7. 4 mots sur un piano (Patrick Fiori, Jean-Jacques Goldman et Christine Ricol) : Soprano, Kad Merad, Christophe Willem, Kendji Girac, Jenifer
8. Medley Le bon, la brute et les Enfoirés : 
  1. Le Freak (Chic) : MC Solaar, Jenifer
  2. Laisse béton (Renaud) : Zaz, Élodie Fontan, Lorie
  3. Elle a les yeux revolver (Marc Lavoine) : Mimie Mathy
  4. Shape of You (Ed Sheeran) :  Amel Bent, Tal
  5. Les Coups (Johnny Hallyday) : Michèle Laroque, Philippe Lacheau
  6. On est des copains (Les Enfoirés) : Les Enfoirés
9. The Winner Takes It All (ABBA) : Amir, Patrick Bruel, Patrick Fiori, Christophe Willem
10. Medley Je m'en vais : 
  1. Vesoul (Jacques Brel) : Mimie Mathy
  2. Je m'en vais (Vianney) : Christophe Maé, Amel Bent, Patrick Fiori, Soprano, Christophe Willem, Bénabar, Kendji Girac, Élodie Fontan
11. Roule (Soprano) : Zazie, Michèle Laroque, Claire Keim, Lorie
12. Comme ils disent (Charles Aznavour) : Julien Clerc, Amir, Bénabar, Patrick Fiori, Jean-Louis Aubert, Patrick Bruel
13. Sang pour sang (Johnny Hallyday) : Jean-Louis Aubert, Christophe Maé, Zazie, Jenifer
14. Medley Les Enfoirés sur une île déserte : Nicolas Canteloup, Kad Merad
  1. Je te survivrai (Jean-Pierre François) : Kad Merad, Christophe Willem, Tarek Boudali
  2. Ramaya (Afric Simone) : Michaël Youn, Soprano
  3. Despacito (Luis Fonsi) : MC Solaar, Amir
  4. I'm Still Standing (Elton John) : Tal, Michael Jones
  5. Je survivrai (Régine) : Lorie, Liane Foly
15. Le géant de papier (Jean-Jacques Lafon) : Marc Lavoine, Zazie, Julien Clerc
16. Medley Calendrier de l'Avent : 
  1. Chocolat (Lartiste) : Amir, Soprano, Philippe Lacheau, Liane Foly, Lorie, Tal
  2. Cho Ka Ka O (Annie Cordy) : Mimie Mathy
17. On fait le show (Les Enfoirés) : Les Enfoirés
18. La Chanson des Restos (Les Enfoirés) : Les Enfoirés

## Artistes présents
Les 33 artistes suivants sont présents, :
- Amir
- Julien Arruti (première participation)
- Jean-Louis Aubert
- Bénabar
- Amel Bent
- Tarek Boudali (première participation)
- Patrick Bruel
- Nicolas Canteloup
- Vincent Chaillet (première participation)
- Sébastien Chabal
- Julien Clerc
- Patrick Fiori
- Liane Foly
- Élodie Fontan (première participation)
- Kendji Girac
- Marie-Agnès Gillot
- Jenifer
- Michael Jones
- Claire Keim
- Philippe Lacheau (première participation)
- Michèle Laroque
- Marc Lavoine
- Lorie
- Christophe Maé
- Mimie Mathy
- MC Solaar
- Kad Merad
- Soprano
- Tal
- Christophe Willem
- Michaël Youn
- Zaz
- Zazie

### Principales absences
- Alizée (Tournée Danse avec les stars)[6]
- Carla Bruni (malade)[7]
- Thomas Dutronc (tournée)[8]
- Garou[8] (télévision)
- Grégoire[8]
- David Hallyday (deuil)[8]
- Gérard Jugnot (théâtre)[8]
- Maxime Le Forestier[8]
- Nolwenn Leroy (préparation de sa tournée)[8]
- Jean-Baptiste Maunier (théâtre)[8]
- Pascal Obispo (comédie musicale)[8]
- Pierre Palmade[6]
- Jeff Panacloc et Jean-Marc (tournée)[8]
- M. Pokora (année sabbatique)[8]
- Shy'm (préparation de sa tournée)[8]

## Classements hebdomadaires
| Classement (2018)            | Meilleure place |
| ---------------------------- | --------------- |
| Belgique (Flandre Ultratop)  | 49              |
| Belgique (Wallonie Ultratop) | 1               |
| France (SNEP)                | 1               |
| Suisse (Schweizer Hitparade) | 1               |

## Certifications
| Pays          | Certification | Unités certifiées |
| ------------- | ------------- | ----------------- |
| France (SNEP) | 2 × Platine   | 200 000           |